# Transkranialna magnetna stimulacija
Transkranialna magnetna stimulacija (TMS) je elektrofiziološka metoda, s katero lahko posegamo v delovanje možganov. V zadnjem času se vse bolj uveljavlja v nevroznanosti, saj je relativno neinvazivna in nemoteča za preiskovance. TMS je v svetu že uradno odobrena za zdravljenje rezistentne depresivne motnje, preučuje pa se tudi njeno učinkovitost pri drugih možganskih boleznih. Glede na izbrane lastnosti stimuliranja lahko s TMS motimo delovanje možganskih področij in tako preučujemo, kako take umetne lezije vplivajo na delovanje možganov. Delovanje možganov lahko tudi spodbujamo, kar izkoriščamo tako v raziskovalne namene, kot za terapijo nekaterih možganskih bolezni.

## Uporaba v medicini
V medicini se transkranialna magnetna stimulacija uporablja v terapevtske in diagnostične namene.

### Diagnostika
TMS omogoča merjenje aktivnosti in funkcije možganskih tokov. Najpogosteje se uporablja pri meritvah povezav med primarno motorično skorjo in mišico za oceno okvare, ki jo povzročijo možganska kap, multipla skleroza, amiotrofična lateralna skleroza, motnje gibanja, bolezni motoričnega nevrona, poškodbe ter ostale motnje, ki prizadenejo možganske živce ter hrbtenjačo.

### Zdravljenje
S pomočjo TMS zdravijo depresivne motnje, pri katerih se je standardno zdravljenje izkazalo za neučinkovito. Pri tem se uporablja HF-rTMS (visokofrekvenčna repetitivna TMS) leve dorzolateralne prefrontalne skorje.
V primeru neučinkovitega zdravljenja nevropatske bolečine se prav tako uporablja HF-rTMS možganskega področja, ki je odgovorno za prizadeti del telesa. Predvideva se, da naj bi bila HF-rTMS leve dorzolateralne prefrontalne skorje učinkovita tudi pri zdravljenju negativnih simptomov shizofrenije, pri izgubi funkcij zaradi možganske kapi pa LF-rTMS ustreznih možganskih regij.
V primeru zdravljenja možganske smrti, kome in drugih trajnih vegetativnih stanj TMS ni učinkovita.

## Neželeni učinki
Tveganje za pojav neželenih učinkov je večje pri terapevtski uporabi, kjer narašča sorazmerno z višanjem frekvence.

### Pogosti neželeni učinki
TMS pogosto povzroči blažje kratkotrajne neželene učinke, ki po navadi minejo po prvih dveh tednih zdravljenja:
- glavobol,
- bolečina na strani stimulacije,
- krči, trzljaji ali občutek mravljinčenja obraznih mišic,
- vrtoglavica,
- preobčutljivost na hrup med zdravljenjem.

Redko se pojavijo resnejši neželeni učinki, ki zajemajo:
- epileptične napade,
- manično stanje, predvsem v primeru bipolarne motnje,
- izgubo sluha zaradi neprimerne zaščite med zdravljenjem,
- sinkopo,
- prehodne vedenjske spremembe.

## Postopek in delovanje
Tipičen postopek TMS traja 30 do 60 minut. Generator magnetnega polja je položen na čelo blizu območja možganov, za katere mislimo, da so ključna v upravljanju razpoloženja. Generatorjevo tuljavo vzbujamo z izmeničnim tokom, ki povzroči elektromagnetno polje. Temu pojavu pravimo elektromagnetna indukcija. Z vzbujanjem te tuljave povzročimo elektromagnetne pulze, ki prehajajo preko lobanje v območje možganov in ustvarjajo šibke električne tokove. Ti tokovi stimulirajo živčne celice v ciljni regiji možganov. Z modulacijo toka skozi generatorjevo tuljavo lahko vplivamo na dolžino dosega pulzov ter vrsto pulza (visoko- ali nizkofrekvenčne). Tako imamo izbiro, na kateri deli možganov in kako bodo te pulzi vplivali.  S tem motimo ali spodbujamo delovanje določenih možganskih področij. Pulz v možganih lahko doseže do največ 5 cm globine, z globoko TMS pa do 6 cm in s tem vpliva na globlje plasti motoričnega korteksa (na primer kontrola giba noge).

### Mehanizem delovanja
Tok skozi žico ustvarja magnetno polje okrog nje. TMS dosežemo s pomočjo hitrega praznjenja toka iz kondenzatorja v tuljavo. Tako nastanejo impulzna magnetna polja, velika 1-10 mT. S tarčnim delovanjem magnetnega polja na določeno območje možganov lahko impulz bodisi depolarizira ali hiperpolarizira nevrone v možganih.
Mnenja so deljena, vendar velja, da je pri depresivnih posameznikih znižana možganska aktivnost v frontalnih predelih možganov in da TMS deluje s spodbujanjem te aktivnosti preko oddajanje visokofrekvenčnih impulzov. Oddajanje nizkofrekvenčnih elektromagnetnih impulzov na drugi strani znižuje možgansko aktivnost in tako predstavlja obete za motnje, vezane na preveliko aktivnost možganov (shizofreniki, ki slišijo imaginarne glasove, posttravmatska stresna motnja).

### Vrste tuljav
Pri vsaki uporabi TMS je potrebno upoštevati razlike med tuljavami zaradi interpretacije dobljenih rezultatov. Najpomembnejše so:
- vrsta materiala, uporabljenega za izdelavo navitja in jedra tuljave,
- konfiguracija tuljave,
- biofizikalne lastnosti pulzov, ki jih proizvaja tuljava.

Jedro tuljave je lahko narejeno iz magnetnega inertnega substrata (zračno jedro) ali pa iz trdnega feromagnetno aktivnega materiala (trdno jedro). Trdno jedro tujave omogoči učinkovitejši prenos električne energije v magnetno polje z zmanjšano količino disipirane energije v obliki toplote, zato se lahko  uporablja brez prekinitve zdravljenja zaradi kopičenja toplote. Tuljave ni potrebno dodatno hladiti. Z različnimi geometrijskimi oblikami tuljave lahko spreminjamo žarišče, obliko in globino penetracije magnetnega polja.
Obstaja veliko različnih vrst tuljav. Naštetih je nekaj primerov tuljav:
- okrogla tuljava: prvotna vrsta TMS tuljave,
- metuljasta tuljava (v obliki številke osem): bolj žariščni vzorec aktivacije,
- dvojno-stožičasta tuljava: se prilagodi obliki glave, uporabna za globoko stimulacijo,
- štirilistnata tuljava: za žariščno stimulacijo perifernih živcev,
- H-tuljava: za globoko TMS.

## Zgodovina
Znanost se je z električno stimulacijo živcev in mišic začela ukvarjati že okoli leta 1790, ko sta Galvani in Volta s svojimi bio-električnimi poskusi ugotovila, da so živci prevodniki, ki prevajajo informacije po živčnem sistemu. Leta 1831 je Michael Faraday med poskusom stimulacije živcev in možganov odkril prva načela indukcije elektromagnetnega polja. Leta 1980 sta Merton in Morton izvedla TMS, pri kateri sta skozi lasišče aplicirala enosmerni električni tok. Faradayjevi napredki so vodili do prve uspešne študije o transkranialni magnetni stimulaciji, ki so jo leta 1985 predstavili Anthony Barker in njegovi kolegi v eni izmed angleških bolnišnic. Prikazali so prevajanje živčnih signalov od motorične skorje do hrbtenjače ter posledično kontrakcijo mišic v roki. Ta študija je zaradi uporabe elektromagnetnega polja bistveno zmanjšala občutek neugodja zaradi samega postopka, hkrati pa omogočila odkrivanje povezav med motorično skorjo in ostalimi deli živčnega sistema.
Leta 1997 je TMS odobrila organizacija Health Canada, v letu 2002 pa je bila uradno priznana kot metoda za zdravljenje depresije, neodzivne na standardno terapijo.